# Aaron (fill de Joan Ladislau)
Aaron (búlgar: Аарон; grec medieval: Ἀαρών; Aaron) fou el tercer fill de l'últim tsar del Primer Imperi Búlgar, Joan Ladislau (r. 1015–1018). Després de la reconquesta de Bulgària per l'Imperi Romà d'Orient, entrà en servei amb els romans juntament amb els seus germans i ocupà una sèrie d'alts comandaments militars a les províncies orientals de l'Imperi Romà d'Orient durant les dècades del 1040 i 1050, ascendint des del rang de patrici fins al de protopròedre. En aquesta capacitat, participà en les primeres batalles contra els invasors turcs seljúcides, així com en l'intent fallit de sufocar la revolta del seu cunyat, Isaac I Comnè, el 1057.